# Philosophie de l'information
 (juin 2020).
La philosophie de l'information est un nouveau domaine de recherche, qui étudie les questions conceptuelles qui se posent à l'intersection de la science du calcul, de la technologie de l'information, et de la philosophie. C'est le domaine philosophique concerné par :
- l'étude critique de la nature conceptuelle et des principes de base de l'information, incluant sa dynamique et son utilisation en sciences ; aussi ce qu'on appelle l'"information processing" en lien avec la conscience, la biocognition et la nature de la pensée.
- l'élaboration et l'application des méthodologies de calcul et de la théorie de l'information aux problèmes philosophiques.

(in Luciano Floridi, "Qu'est-ce que la philosophie de l'information ?", Metaphilosophie, 2002, (33), 1/2.)
La philosophie de l'information s'est finalement imposée comme un domaine indépendant de recherche dans les années 1990 grâce à Luciano Floridi, le premier à utiliser l'expression philosophie de l'information dans le sens technique exprimé par la définition ci-dessus et à élaborer un cadre conceptuel unifié et cohérent pour l'ensemble du sujet.
La philosophie de l'information est basée sur le travail technique de Norbert Wiener, Alan Turing, W. Ross Ashby, Claude Shannon, Warren Weaver, et beaucoup d'autres scientifiques qui travaillent sur le calcul et la théorie de l'information depuis le début des années 1950, et ensuite, sur le travail de Fred Dretske, Jon Barwise, Brian Cantwell Smith, et d'autres.

## Définition de l'information
Le sens du mot information est très variable.
Claude Shannon par exemple était très prudent : « Le mot 'information' a reçu de nombreuses définitions des différents auteurs travaillant sur la théorie de l'information. Il est probable que quelques-unes d'entre elles se montreront suffisamment utiles pour mériter une étude plus approfondie et finalement être largement acceptées. Il y a cependant peu de chances pour qu'un seul concept satisfasse toutes les applications possibles de cette théorie générale. » (Shannon, 1993). Sur les pas de Shannon, Weaver soutint une analyse tripartite de l'information en termes de :
1. problèmes techniques concernant la quantification de l'information telle que traitée par la théorie de Shannon,
2. problèmes sémantiques liés au sens et à la vérité,
3. ce qu'il appela les problèmes « influents », concernant l'impact et l'efficacité de l'information sur le comportement humain (qu'il pensait tout aussi important que les deux autres).

Et ce ne sont que deux exemples soulevés aux débuts de la théorie de l'information.
Selon Floridi, quatre sortes de phénomènes compatibles entre eux sont couramment appelés "information" :
- l'information sur quelque chose (des horaires de train),
- l'information en tant que telle (l'ADN, les empreintes digitales),
- l'information pour quelque chose (des instructions, un algorithme),
- l'information contenue dans quelque chose (une contrainte, un modèle).

Le mot « information » est souvent utilisé de manière très abstraite ou métaphorique, son sens n'est alors pas strictement défini.

## Informatique et philosophie
De récentes avancées dans le domaine de l'informatique, telles que le web sémantique, l'ingénierie des connaissances, ou l'intelligence artificielle moderne apportent à la philosophie de nouvelles notions, de nouveaux sujets et de nouvelles questions, ainsi que d'autres méthodologies et modes de recherche philosophique. D'un côté, l'informatique apporte des opportunités et des défis nouveaux à la philosophie traditionnelle, et change le point de vue des philosophes sur les concepts fondamentaux de la philosophie. De l'autre, seules des fondations philosophiques solides permettront de nouvelles avancées en bio-informatique, génie logiciel, ingénierie des connaissances ou en ontologie.
Les concepts classiques de la philosophie, comme l'esprit, la conscience, l'expérience, le raisonnement, la connaissance, la vérité, la morale ou la créativité font de plus en plus partie des intérêts et des sujets de recherche en informatique, en particulier dans le domaine des agents mobiles et intelligents.
Cependant, informatique et philosophie s'étaient jusqu'ici récusées, l'une comme l'autre, sur la question de la nature de l'information en se renvoyant mutuellement la compétence, ceci depuis le temps des "pères fondateurs". Ainsi, cette notion si vaste, élevée par un physicien au rang de constante universelle restait dans un "no man's land". Pourtant, des chercheurs d'horizons très divers (G. Simondon, O. Costa de Beauregard, H. Laborit, H. Atlan) convergent sur une dualité "structure/action" ou voisine. D'autre part, on désigne abusivement comme "théorie de l'information" la mathematical theory of communication [of information] pour reprendre les termes même de Shannon et Weaver. Il n'existe pas à proprement parler de théorie de l'information, en dépit des avancées que cette notion a permises dans tant de disciplines.
Les choses évoluent vite, cependant. Il existe depuis A.N. Kolmogorov, R.J. Solomonoff et actuellement G.J. Chaitin une théorie algorithmique de l'information, étendue potentiellement par L. Brisson et F.W. Meyerstein à la connaissance en général. Cette étape est qualifiée par A. Sournia de "percée Chaitin-Brisson-Meyerstein" ; de plus, quatre autres théories seraient en gestation (même réf.). Enfin, l'information fait l'objet de conjectures tout à fait globalistes alliant biologie, cosmologie et métaphysique.